# Warsaw Shore (temporada 3)
La tercera temporada de Warsaw Shore, un programa de televisión polaco con sede en Varsovia, se anunció el 23 de enero de 2015 y comenzó a transmitirse el 29 de marzo de ese mismo año en MTV Polonia. Durante la transmisión de la temporada, el 9 de junio se anunció el programa especial titulado "Warsaw Shore: Mira con los Trybson", esto izo que se pausase la temporada ya que este especial se transmitió entre finales de junio y agosto de 2015. El resto de los episodios de esta temporada se emitieron a partir del 30 de agosto al 20 de septiembre de 2015.
Incluye a los nuevos miembros del reparto Magdaleba Pyznar y Damian Zduńczyk. El 6 de septiembre de 2015, se confirmó una nueva miembro del reparto, Klaudia Stec. Paweł Trybała y Eliza Wesołowska regresaron al programa como miembros del reparto recurrente. Esta fue la última temporada en presentar a Ewelina Kubiak hasta su regreso en la quinta temporada y a Paweł Cattaneo después de ser removido en el último episodio.
Jakub Henke y Malwina Pycka de la segunda temporada, y Mariusz Śmietanowski de la primera temporada hicieron breves apariciones.

## Reparto
Principal:
- Alan Kwieciński
- Ania "Ania Mała" Aleksandrzak
- Anna "Ania" Ryśnik
- Damian Zduńczyk
- Ewelina Kubiak
- Klaudia Stec
- Magdalena  Pyznar
- Paweł Cattaneo
- Wojciech "Wojtek" Gola

Recurrente:
A continuación los miembros del reparto que no fueron acreditados como principales:
- Eliza Wesołowska
- Paweł "Trybson" Trybała

### Duración del reparto
| Nombre    | Episodios | Episodios | Episodios | Episodios | Episodios | Episodios | Episodios | Episodios | Episodios | Episodios | Episodios | Episodios | Episodios | Episodios | Episodios | Episodios |
| Nombre    | 1         | 2         | 3         | 4         | 5         | 6         | 7         | 8         | 9         | 10        | 11        | 12        | 13        | 14        | 15        | 16        |
| Alan      |           |           |           |           |           |           |           |           |           |           |           |           |           |           |           |           |
| Ania      |           |           |           |           |           |           |           |           |           |           |           |           |           |           |           |           |
| Ania Mała |           |           |           |           |           |           |           |           |           |           |           |           |           |           |           |           |
| Damian    |           |           |           |           |           |           |           |           |           |           |           |           |           |           |           |           |
| Ewelina   |           |           |           |           |           |           |           |           |           |           |           |           |           |           |           |           |
| Magda     |           |           |           |           |           |           |           |           |           |           |           |           |           |           |           |           |
| Pawel     |           |           |           |           |           |           |           |           |           |           |           |           |           |           |           |           |
| Wojtek    |           |           |           |           |           |           |           |           |           |           |           |           |           |           |           |           |
| Eliza     |           |           |           |           |           |           |           |           |           |           |           |           |           |           |           |           |
| Trybson   |           |           |           |           |           |           |           |           |           |           |           |           |           |           |           |           |
| Klaudia   |           |           |           |           |           |           |           |           |           |           |           |           |           |           |           |           |
| --------- | --------- | --------- | --------- | --------- | --------- | --------- | --------- | --------- | --------- | --------- | --------- | --------- | --------- | --------- | --------- | --------- |

## Episodios
| N.º (total) | N.º (temp.) | Título                   | Estreno                  | Audiencia (en millones) |
| ----------- | ----------- | ------------------------ | ------------------------ | ----------------------- |
| 25          | 1           | «Episodio 1»             | 29 de marzo de 2015      | 85,615                  |
| 26          | 2           | «Episodio 2»             | 5 de abril de 2015       | 92,260                  |
| 27          | 3           | «Episodio 3»             | 12 de abril de 2015      | 129,511                 |
| 28          | 4           | «Episodio 4»             | 19 de abril de 2015      | N/D                     |
| 29          | 5           | «Episodio 5»             | 26 de abril de 2015      | N/D                     |
| 30          | 6           | «Episodio 6»             | 3 de mayo de 2015        | N/D                     |
| 31          | 7           | «Episodio 7»             | 10 de mayo de 2015       | N/D                     |
| 32          | 8           | «Episodio 8»             | 17 de mayo de 2015       | N/D                     |
| 33          | 9           | «Episodio 9»             | 24 de mayo de 2015       | N/D                     |
| 34          | 10          | «Episodio 10»            | 31 de mayo de 2015       | N/D                     |
| 35          | 11          | «Episodio 11»            | 7 de junio de 2015       | 148,901                 |
| 36          | 12          | «Episodio 12»            | 14 de junio de 2015      | 121,755                 |
| 37          | 13          | «Episodio 13»            | 30 de agosto de 2015     | N/D                     |
| 38          | 14          | «Episodio 14»            | 6 de septiembre de 2015  | 224,777                 |
| 39          | 15          | «Episodio 15»            | 13 de septiembre de 2015 | N/D                     |
| 40          | 16          | «Episodio 16»            | 20 de septiembre de 2015 | N/D                     |
| N/D         | N/D         | «The Trybson's, Part I»  | 27 de septiembre de 2015 | N/D                     |
| N/D         | N/D         | «The Trybson's, Part II» | 4 de osctober de 2015    | N/D                     |